# ガストン・マテオ
ガストン・マテオ（Gaston Mateo、男性、1983年10月22日 - ）は、チリ出身のプロレスラーである。サンティアゴ出身。2001年デビュー。
チリのXNLに所属し、同時に同団体の共同代表を務める。日本のプロレスリング・ノアに参戦経験がある。

## 略歴
2001年にプロ・デビュー。チリのプロレス団体XNL（Xplosion Nacional De Lucha Libre）を主戦場とし、他にもRLL（Revolucion Lucha Libre）などでも活動する。
2012年9月、プロレスリング・ノアに初参戦・初来日。第6回日テレG+杯争奪ジュニアヘビー級タッグ・リーグ戦にペルー出身のカイザーと"南米代表チーム"を結成して初出場。1勝したのみで得点2となり、Aブロック最下位に終わった。
自らを"プロレスの神（El Mesias de la Lucha Libre）”と称し、“Los Mateistas”という軍団を率いてリーダーに君臨する。
ワイシャツ・黒ネクタイに黒マントを羽織り、「知識の聖書」と呼ばれる書物を片手に入場。試合もワイシャツとネクタイ姿で戦う。また、ピンチになると試合中に聖書を読み始め、戦いのヒントを得るという独特のパフォーマンスを行う。なお、聖書のページは白紙で、文字は書かれていない。また、聖書を武器として使用することもある。

## タイトル歴
- X-LAWジュニアヘビー級王座
- RLLアブソルート王座